# بوتیرکی (آستراخان)
بوتیرکی (به روسی: Бутырки) (به انگلیسی: Butyrki) یک منطقهٔ مسکونی (یک خوتور) در روسیه است که در بخش آختوبینسکی استان آستراخان واقع شده‌است.

## جغرافیا
این دهکده در قسمت شمال‌شرقی منطقهٔ آستاراخان و جنوب‌شرقی شهر آختوبینسک در بین دشت سیلابی ولگا - آق‌تپه (به روسی: Волго-Ахтубинской поймы) و منطقهٔ استپ قرار‌ دارد. فاصلهٔ بوتیرکی تا آختوبینسک (مرکز اداری بخش آختوبینسکی) حدود ۸ کیلومتر در خط مستقیم و ۱۶ کیلومتر از طریق جاده می‌باشد. نزدیکترین منطقهٔ روستایی به آنجا اوسپنکا است. 